# Viola sumatrana
Viola sumatrana är en violväxtart som beskrevs av Friedrich Anton Wilhelm Miquel. Viola sumatrana ingår i släktet violer, och familjen violväxter. Inga underarter finns listade i Catalogue of Life.